# Hypositta corallirostris
L'ipositta beccodicorallo (Hypositta corallirostris (A.Newton, 1863)) è un uccello della famiglia Vangidae, endemico del Madagascar. È l'unica specie del genere Hypositta.

## Distribuzione e habitat
La specie è diffusa sul versante orientale del Madagascar.